# 北川町
北川町（きたがわちょう）は、かつて宮崎県東臼杵郡におかれていた町。2007年3月31日、延岡市に編入された。
現在は旧町域に延岡市の地域自治区「北川町」（きたがわまち）が設置されている。

## 地理
宮崎県の北部に位置し、大分県と接する。日向灘に近い位置にあるが、日向灘沿岸地域は延岡市の市域となっており、北川町自体は日向灘に面していない。
- 山：鏡山・大崩山（おおくえやま）・可愛岳（えのだけ）
- 川：北川・祝子川（ほうりがわ）
- ダム：祝子川ダム

大字として、長井と川内名が設定されていた。

## 歴史
1877年の西南戦争では、町内が戦場になり、薩摩軍、野戦病院・西郷隆盛宿営地跡が存在する。

### 近現代
- 1889年（明治12年）5月1日 - 町村制施行により、北川村が発足。
- 1958年（昭和33年）5月21日 - 大崩山に大阪から鹿児島に向かう途中の単発航空機（デ・ハビランド・カナダ DHC-2）が墜落。乗員4人全員死亡[1]。
- 1972年（昭和47年）11月1日 - 単独町制施行。北川町となる。
- 2007年（平成19年）3月31日 - 延岡市に編入した。

## 行政
- 町長：染矢俊一

## 防災
- 台風が東シナ海から九州地方に上陸する進路をとると（熊本県水俣市付近→大分県大分市付近通過コース）町内は大きな被害を受ける。平成9年・16年・17年と水害に遭っている。
- 北川町消防団音楽隊（ラッパ隊）

ラッパ隊の吹奏技術は、県内トップクラスで、宮崎県消防大会では、3位・2位と入賞を果たしている。隊員は、役場職員・町内団員で構成されている。

## 産業

### 特産品
- アユ
- イノシシ肉
- シイタケ
- 牛肉（北川牛）
- 備長炭

## 教育

### 中学校
- 北川町立北川中学校

### 小学校
- 北川町立北川小学校
- 北川町立下赤小学校  （閉校）
- 北川町立瀬口小学校  （閉校）
- 北川町立松葉小学校  （閉校）

## 交通
- 最寄り空港は大分空港または宮崎空港。

### 鉄道
- 九州旅客鉄道（JR九州）
  - 日豊本線
    - 市棚駅 - 北川駅 - 日向長井駅

中心駅は北川駅。しかし、列車は佐伯方面で朝と夜のそれぞれ1本、延岡方面は朝7時代のみの運行である。特急電車は通過する。

### バス路線
一般路線バス
- 宮崎交通
  - 延岡市 - 北川町
  - 特急わかあゆ号：大分市 - 豊後大野市 - 宇目（佐伯市） - 北川町 - 延岡市

### 道路

#### 高速道路
- 東九州自動車道（延岡道路）：北川IC
ICの出入口に道の駅北川はゆまが併設されている。

#### 一般国道
- 国道10号
  - 道の駅北川はゆま
- 国道326号
- 国道388号
川島トンネル - 浦城トンネル間が僅かに介入している。

#### 県道

##### 主要地方道
- 宮崎県道43号北川北浦線

##### 一般県道
- 宮崎県道207号岩戸延岡線
- 宮崎県道219号日向長井停車場線
- 宮崎県道240号日豊海岸北川線

## 名所・旧跡・観光スポット・祭事・催事

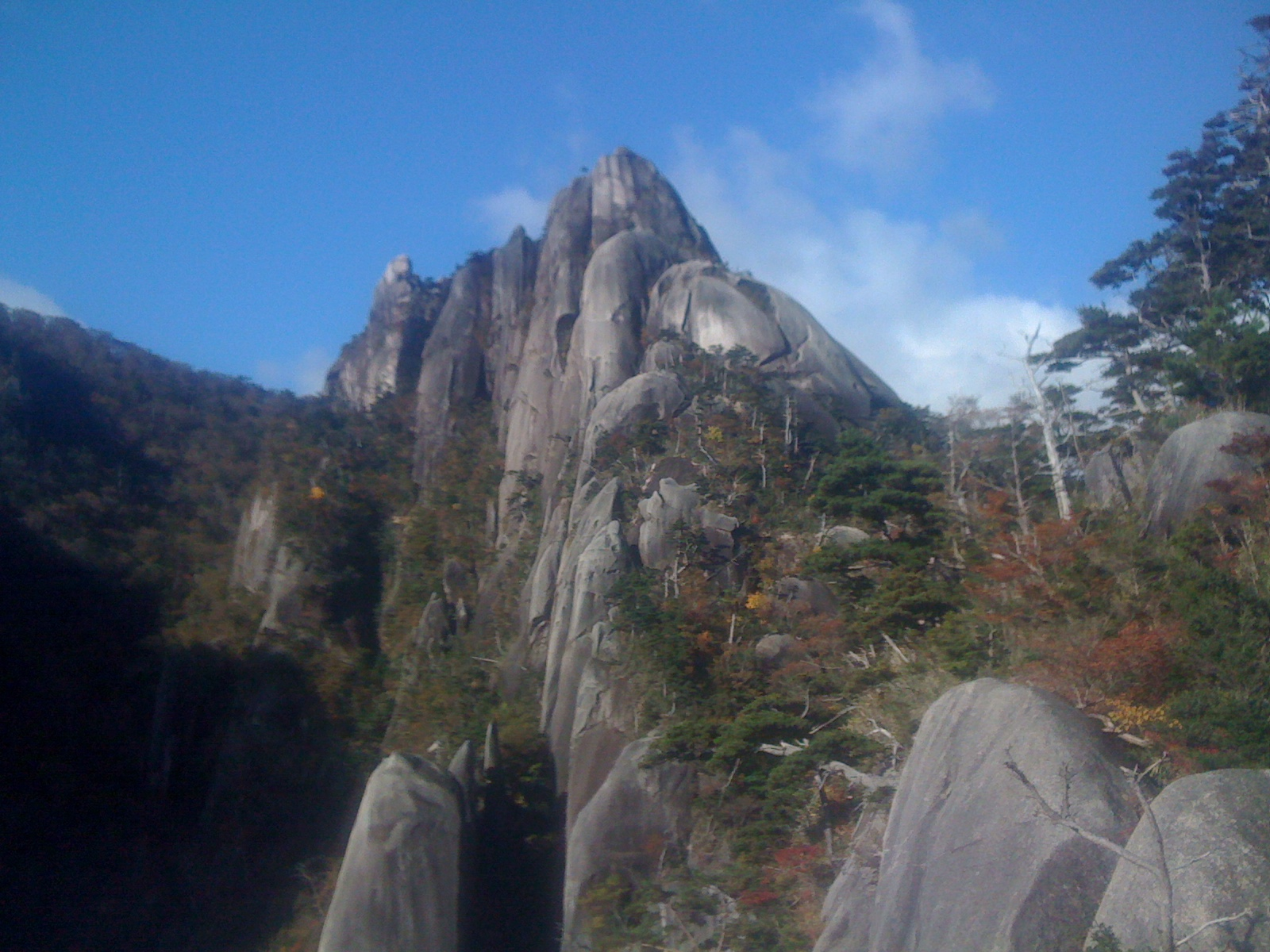
大崩山

- 大崩山
- 祝子川温泉・祝子川渓谷
- ホタルの館・川舟の館
- 森谷観音滝
- 香花谷観音滝
- 黒内滝
- 和田越戦場跡
- ホタルまつり（6月）
- ふるさとまつり（8月）